# Bernt Ivar Eidsvig
Bernt Ivar Eidsvig (Rjukan, 12 september 1953) is een Noors geestelijke, theoloog en bisschop van de Katholieke Kerk.
Hij studeerde (lutherse) theologie in Oslo en bekeerde zich, na zijn afstuderen in 1976 tot het katholicisme. Hij werd op 20 juni 1982 priester gewijd. Hij werd vervolgens kapelaan en vervolgens pastoor in Bergen. In 1991 trad hij in bij de augustijner koorheren, in het klooster van Klosterneuburg in Oostenrijk. Hij nam de kloosternaam Marcus aan en legde in 1995 zijn eeuwige geloften af.
Op 29 juli 2005, het feest van de Heilige Olaf, de schutspatroon van Noorwegen, werd broeder Marcus door paus Benedictus XVI benoemd tot bisschop van Oslo. Hij volgde als zodanig de Duitse bisschop Gerhard Schwenzer op, die om gezondheidsredenen met ontslag ging.
Op 8 juni 2009 werd Eidsvig tevens administrator van de territoriale prelatuur Trondheim.
- Bibsys: 14031171
- International Standard Name Identifier: 0000 0003 5986 4770
- Virtual International Authority File: 79149066573665601773